# Église Santa Margherita (Gênes)
 (février 2025).
L'église Santa Margherita est l'église paroissiale de Marassi, un quartier de Gênes, faisant partie de l'archidiocèse de Gênes.

## Histoire
La première mention d'une petite église à Marassi dédiée à Sainte Marguerite remonte à 1027 ; Cette chapelle, dépendant à l'origine de la prévôté des saints Nazario et Celso, fut ensuite confiée aux moines bénédictins de l'abbaye Santo Stefano.
En 1604 le pape Clément VIII assigna l'église aux Carmélites, qui construisirent un couvent adjacent et s'occupèrent de la rénovation du chœur de l'édifice.
En 1619, l'église et le couvent furent cédés aux frères Minimes, qui agrandirent le couvent et  l'église paroissiale.
La consécration eut lieu le 16 octobre 1769 par l'archevêque génois Giovanni Lercari et en 1866 la façade fut remodelée ; L'église a été restaurée à la suite des bombardements de 1942,.

## Description
La façade à pignons de l'église est divisée par un bandeau en deux registres : le registre inférieur, plus large et marqué par six pilastres corinthiens, présente au milieu le portail principal, surmonté d'une fresque, tandis que sur les côtés, au-dessus de la base, se trouvent quatre panneaux cintrés, couronnés de bas-reliefs et d'arcs en plein cintre ; la partie supérieure, divisée en trois parties par quatre pilastres soutenant le tympan triangulaire et flanquée de deux volutes aux extrémités, est caractérisée par une fenêtre centrale, fermée par une balustrade en marbre et flanquée de bas-reliefs.

### Intérieur
L'intérieur de l'édifice est composé d'une nef unique couverte d'une voûte en berceau décorée de fresques, sur laquelle s'ouvrent quatre chapelles latérales voûtées, et du transept, également voûté en berceau, sur lequel donnent deux autres chapelles ; au fond se trouve le presbytère, fermé à son tour par l'abside, richement peinte sur les murs et sur le bassin.
L'église abrite des œuvres d'artistes importants de l'école génoise, dont le Crucifix avec la Vierge Marie et Saint Jean l'Évangéliste de Bernardo Castello (1557-1629), Les Saints Michel, Jérôme et Barthélemy et Sainte Anne contemplant la Vierge de Giovanni Battista Carlone (1603-1680) et la Décollation de saint Baptiste de Domenico Fiasella (1589-1669), cette dernière provenant de l'église de San Giovanni Battista à Paverano.

## Liens
- Archidiocèse de Gênes
- Région ecclésiastique de Ligurie

- Ressource relative à la religion :   - Chiese delle diocesi italiane